# Mina Clavero
Mina Clavero es una ciudad de la Provincia de Córdoba, Argentina, perteneciente al departamento San Alberto. Conforma el municipio del mismo nombre y es el centro turístico del valle de Traslasierra. Se caracteriza por sus paisajes naturales, sus playas y su vida nocturna.
En 2019, en un concurso que organizó la Fundación New 7 Wonders, el río Mina Clavero fue elegido como una de las “siete maravillas naturales de la Argentina”.

## Historia

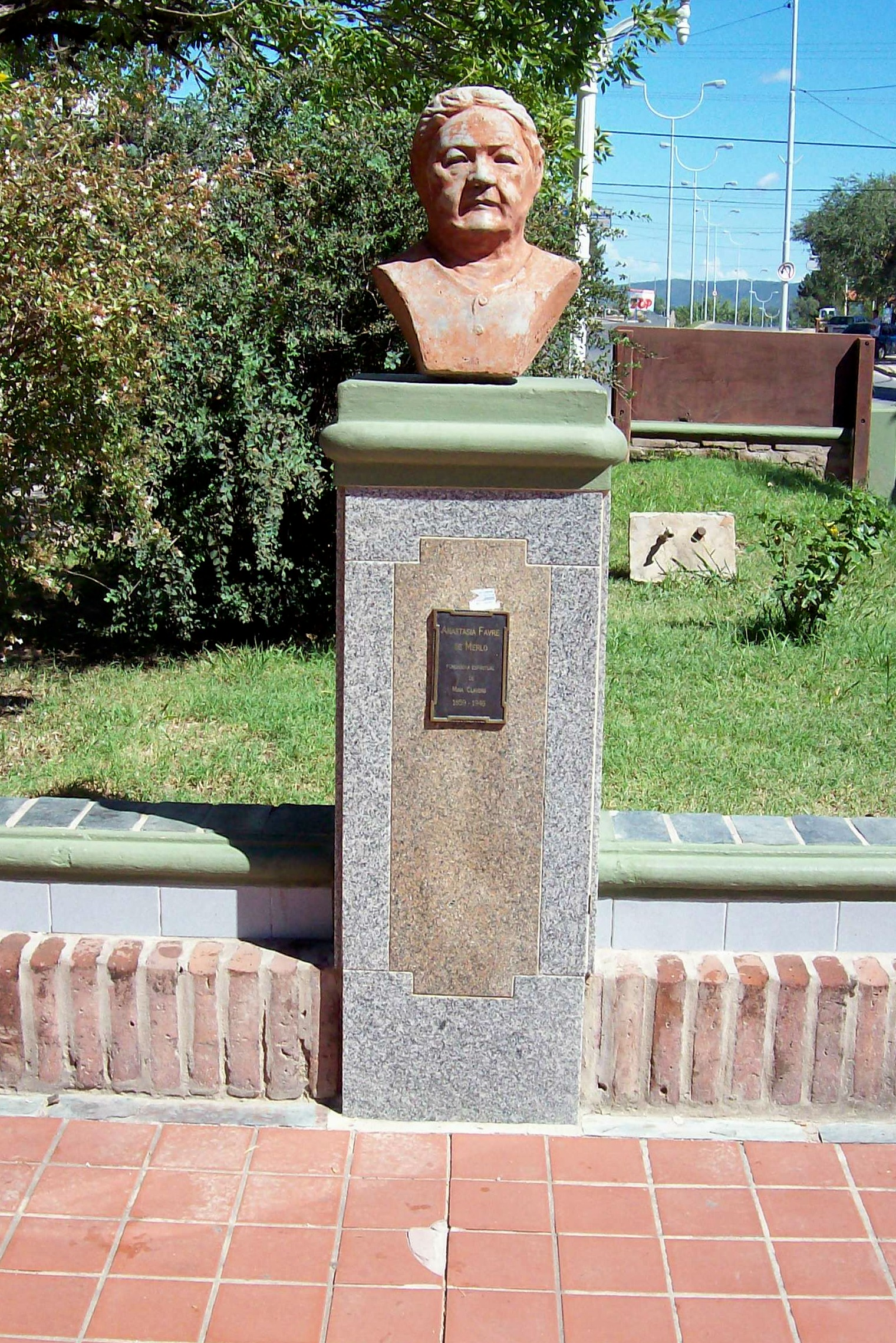
Anastasia Favre de Merlo

Después de la fundación de la ciudad de Córdoba, en 1573, tuvo lugar una expedición a cargo del capitán Hernán Mejía de Mirabal, quien con cuarenta soldados llegó a la región con el propósito de realizar un relevamiento de poblaciones y riquezas, especialmente mineras.
En esa época la zona estaba habitada por los Comechingones, cuyas poblaciones se subdividían en parcialidades que funcionaban de manera independiente; cada una al mando de un cacique. Milac Navira era el cacique del clan que habitaba el paraje donde está hoy Mina Clavero, y a quien la ciudad aparentemente debe su nombre. Sin embargo los historiadores no se ponen de acuerdo en el origen del nombre: por un lado dicen que es por el cacique comechingón, pero por otro lado puede que provenga de la derivación Mina de Clavero, ya que existió una importante mina perteneciente a la familia Clavero, apellido que es común en la zona.
Con los primeros expedicionarios viajaba el minero español Hernando Romero, encargado de tomar las muestras de los minerales de la zona. Sus investigaciones harían que tiempo más tarde, alrededor de 1898, se iniciaran las explotaciones de algunos yacimientos en el territorio de los Ticas, en el departamento Minas, impulsando el desarrollo de la región. 
Más tarde comenzaron a construirse caminos y puentes para favorecer el intercambio comercial; a lo que siguió la llegada del correo postal y el teléfono. La construcción de hoteles y la concreción de algunas obras públicas clave comenzaron a posicionar a Mina Clavero como villa turística.
Hacia 1890 ya era nombrada la zona por sus baños terapéuticos, debido a las propiedades de sus aguas. La población fue creciendo y organizando paulatinamente sus actividades comunitarias.
No se conoce una fecha cierta sobre la fundación de Mina Clavero, pero se sabe que en 1887, el cura José Gabriel Brochero convenció a doña Anastasia Favre de Merlo para que instalara en este lugar una casa de huéspedes, la que comenzó a funcionar unos años más tarde. 
El 1 de mayo de 1928 se crea la Municipalidad y el mismo año, a través de una elección indirecta, el Sr. José María Oviedo Allende se convierte en su primer intendente. 
Lo suceden dos intendentes comisionados, hasta que en 1932 asume el primer intendente electo por la voluntad popular: el Sr. Daniel Vila.
El 11 de octubre de 1946 falleció doña Anastasia, y por ello se toma a este día como fecha de la fundación espiritual de Mina Clavero.

## Geografía

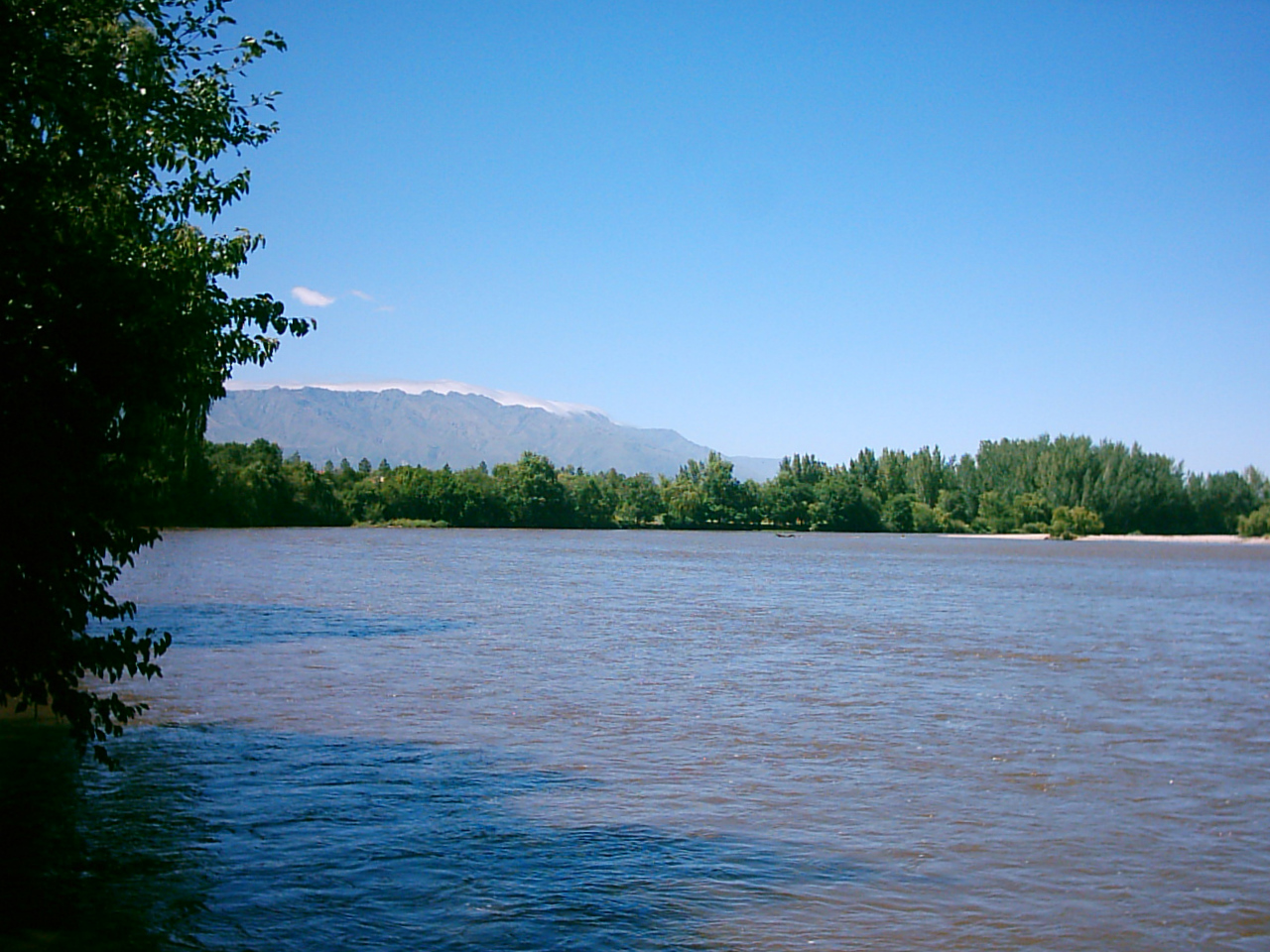
El Río de Los Sauces

Mina Clavero se encuentra sobre el valle de Traslasierra, entre los cordones montañosos de Achala y Pocho, a 915 m s. n. m.

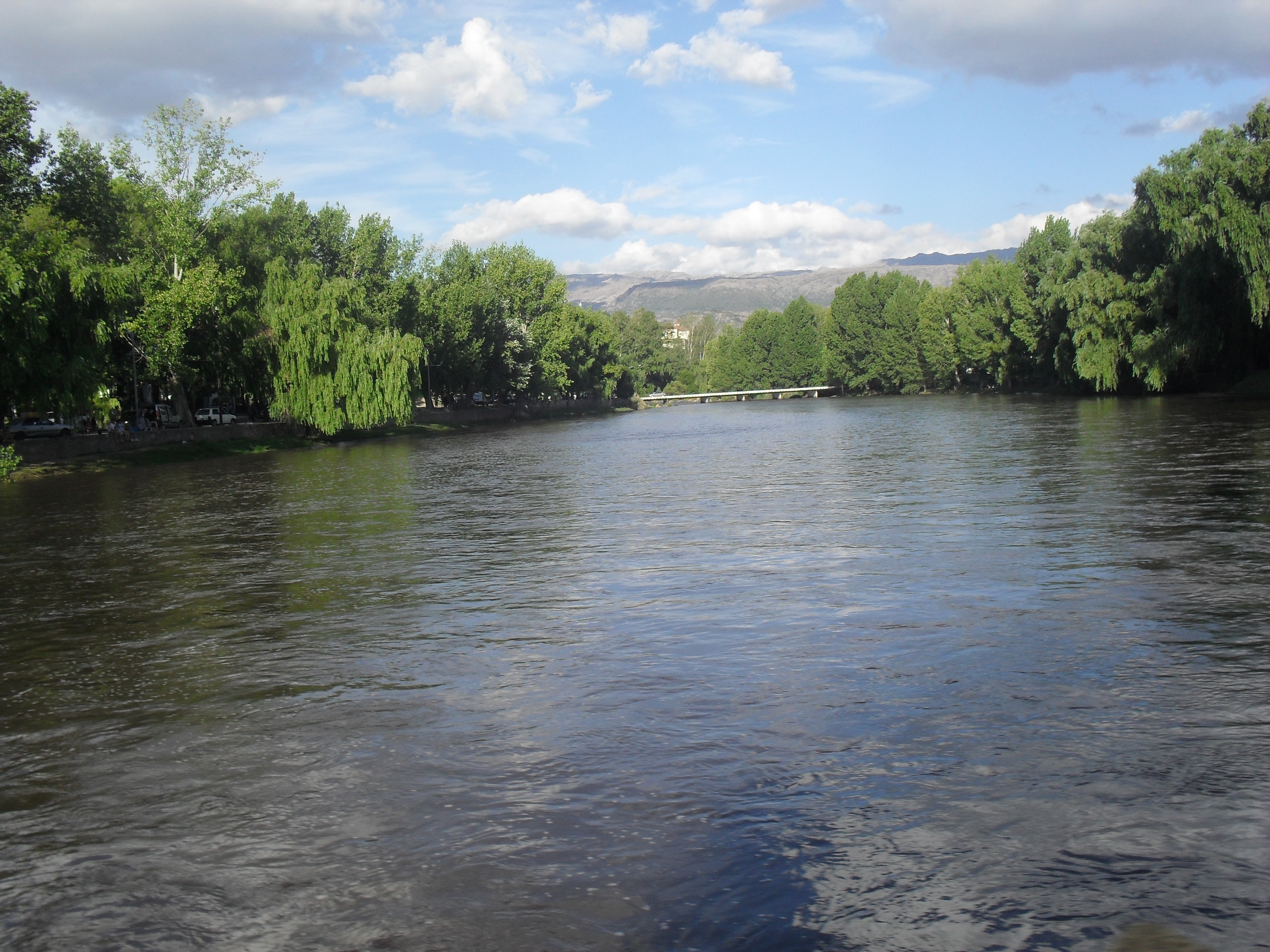
Una de las tantas crecientes del río Mina Clavero

El río Mina Clavero, de aguas frías y cristalinas, que baja de las Sierras Grandes, surca la ciudad y en su trayecto forma balnearios naturales de playas doradas. En 2009 se instalaron diferentes sistemas de aviso ante crecidas repentinas, ya que a veces se registran lluvias en la alta montaña, en la naciente del río, a solo 25 km de la ciudad, mientras en ésta permanece soleado. 
En los límites con Villa Cura Brochero, se produce la confluencia de este río con el Panaholma que viene del norte trayendo aguas templadas. Ambas corrientes forman el Río de los Sauces, para terminar luego desembocando en el lago del Dique La Viña o Embalse Ing. A. Medina Allende.

### Clima
En Mina Clavero el clima es saludable. Los días son radiantes y las noches frescas, con bajos porcentajes de humedad. Y gracias a las altas concentraciones de ozono y la baja contaminación ambiental en el valle se respira aire puro.
La ciudad tiene un microclima que hace que la temperatura promedio anual sea de 15 °C, y que haya 320 días soleados al año. El período de lluvias es de noviembre a marzo.[cita requerida]

## Población
Cuenta con 11,819 habitantes (Indec, 2022), lo que representa un incremento del 27% frente a los 8,632 habitantes (Indec, 2010) del censo anterior. Forma un aglomerado urbano junto a la ciudad de Villa Cura Brochero, contabilizando entre las dos localidades un total de 17 553 habitantes (Indec, 2010).
| Gráfica de evolución demográfica de Mina Clavero entre 1991 y 2022 |
|                                                                    |
| Fuente: censos nacionales del INDEC                                |

### Composición étnica
Cuando los españoles llegaron a la región en ella se encontraban los comechingones. Después comenzaron a establecerse familias españolas. A partir del siglo XX se afincaron sirios, libaneses, italianos, alemanes y franceses.

## Turismo

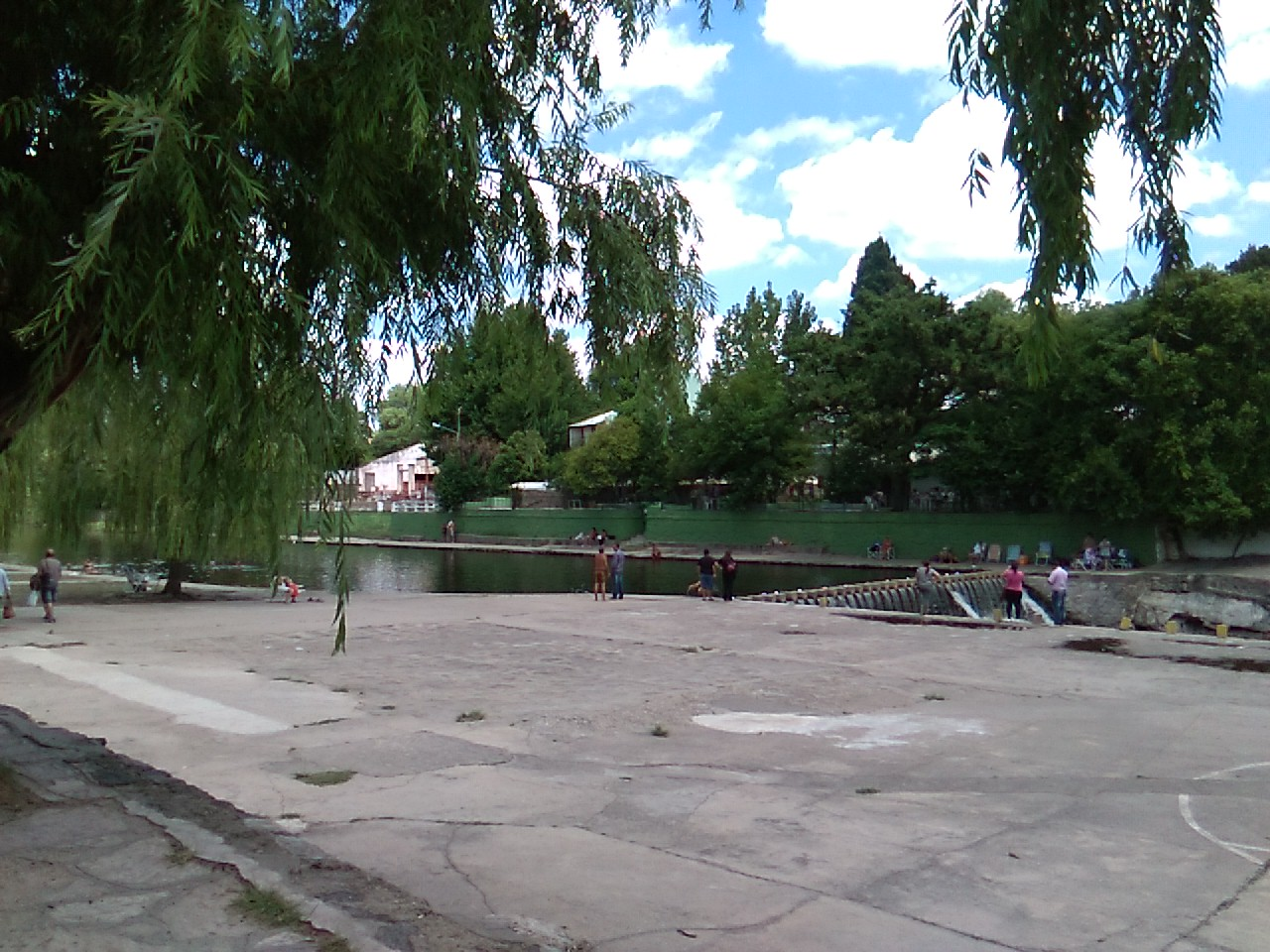
Balneario municipal de Mina Clavero.

La zona es muy atractiva por sus 14 km de playa de arena y rocas, pequeñas cascadas, balnearios y hoyas naturales y por las opciones culturales como el Museo de las Campanas (con una colección de más de 600 piezas de todo el mundo) o el museo de los minerales.
La topografía del terreno y el clima de la región contribuyen a que la villa sea un buen escenario para realizar trekking, cabalgatas, excursiones en cuatriciclos y travesías 4x4 por distintos caminos serranos con diferentes niveles de dificultad.
A pocos kilómetros de la localidad es posible practicar escalada deportiva y mountain bike, y también realizar pesca deportiva de truchas en arroyos cristalinos que atraviesan las sierras. Los amantes de las actividades y deportes náuticos pueden pasear en motos de aguas o en hidropedal por el dique La Viña (a 35 km al sur de la ciudad), o durante el verano transitar en kayak los numerosos ríos de la zona. También se practica el rápel en la Quebrada de San Lorenzo y el parapente en Río Los Sauces y Baño de los Dioses.

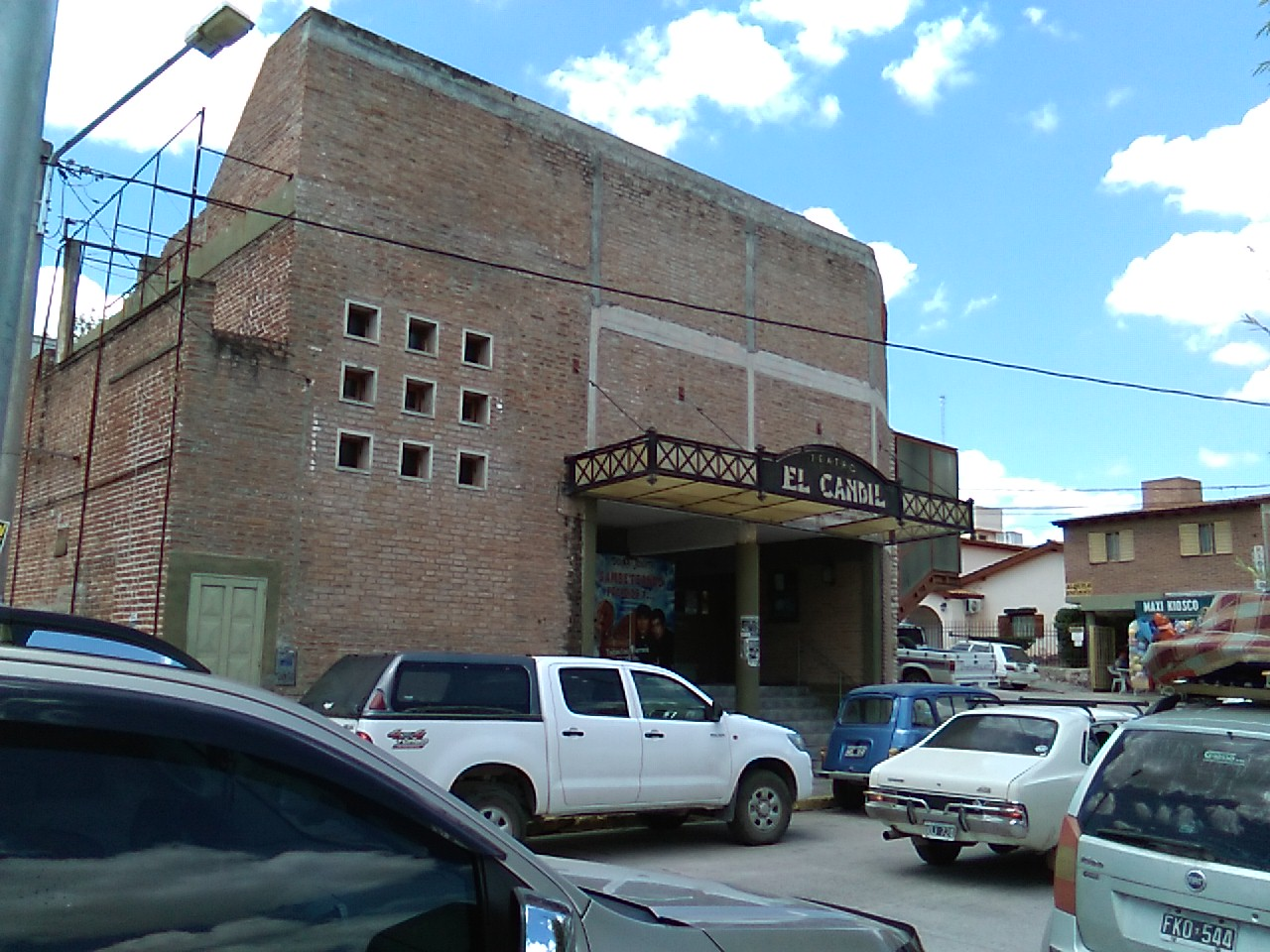
Vista del edificio del Teatro El Candil, en la zona del centro vecina al balneario municipal.

Durante todo el año es posible realizar el avistaje de aves, especialmente en el parque nacional Quebrada del Condorito (en él se puede observar una gigantesca "V", de unos 800 metros de profundidad y 1500 metros de separación entre la parte superior de sus paredes.), Paraje Río Los Sauces, Cerro San José, La Palmita, Remanso Cuadrado, Quebrada del Sobrado y Quebrada de la Mermela (Los Túneles).
Mina Clavero cuenta con una importante infraestructura turística que abarca hoteles, hospedajes y hosterías de tres, dos y una estrella, además, posee hostels, cabañas, campismo y casas para alquiler (hay dos plazas turísticas por cada habitante). Acompañan lo anterior una amplia oferta gastronómica y una multitud de opciones a la hora de divertirse: casino, bingo, espectáculos teatrales y callejeros, entre otras.
También se puede conocer el balneario Nido del Águila, es una zona turística agradable para visitar y disfrutar en familia.
En 2019 el río Mina Clavero fue elegido como una de las “siete maravillas naturales de la Argentina” en el marco de un proceso de selección que involucró tanto el voto popular como la preselección de expertos, en un concurso que organizó la Fundación New 7 Wonders.

## Personalidades destacadas
- Jorge Raúl Recalde, piloto de rally y Turismo Carretera (1951 - 2001).
- Tadeo Allende, futbolista

## Conmemoraciones
Por ley nacional 26.030 sancionada por el Congreso Nacional Argentino el 4 de mayo de 2005, se declaró Capital Nacional del Rally a la ciudad de Mina Clavero, y se instituyó el 10 de marzo (fecha de la muerte de Recalde) como el Día Nacional del Rally Argentino, en conmemoración de la desaparición del corredor.

## Cómo llegar
- Desde Córdoba Capital se accede a ella por la ruta nacional 20 Camino de las Altas Cumbres.
- Desde Cruz del Eje por la ruta provincial 15.
- Desde Villa Dolores por la ruta provincial 14.

## Galería

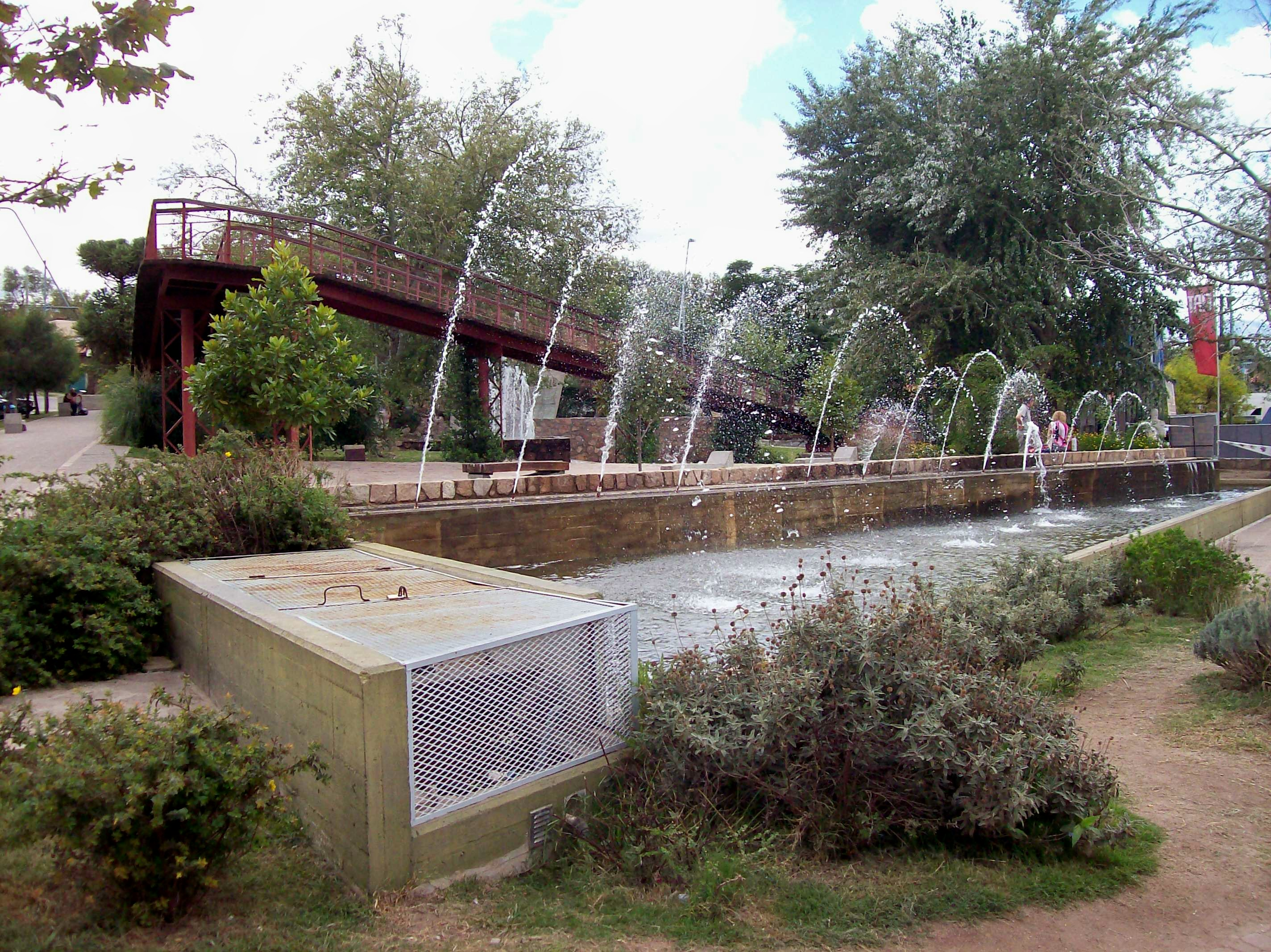
Plaza San Martín
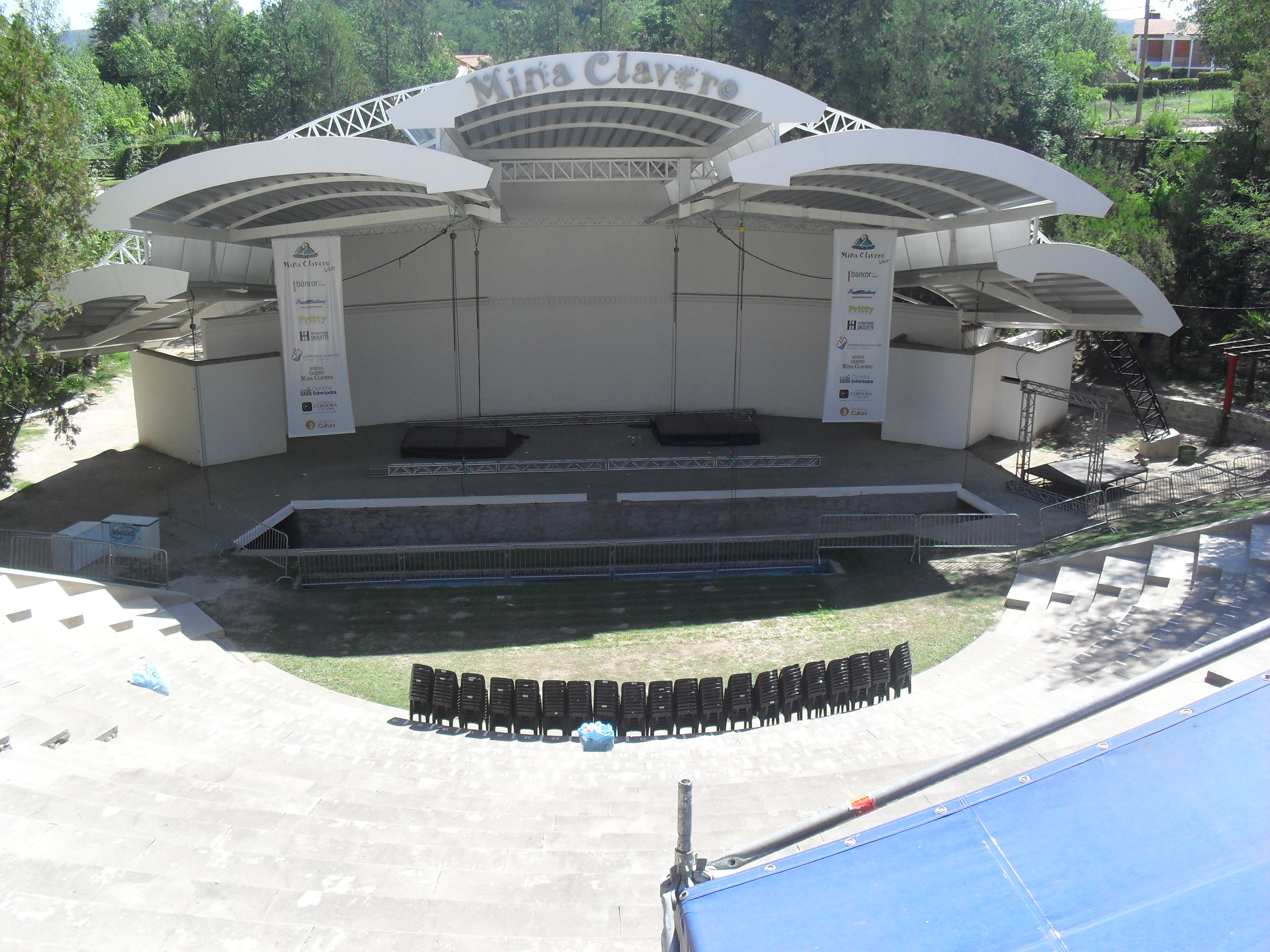
Anfiteatro
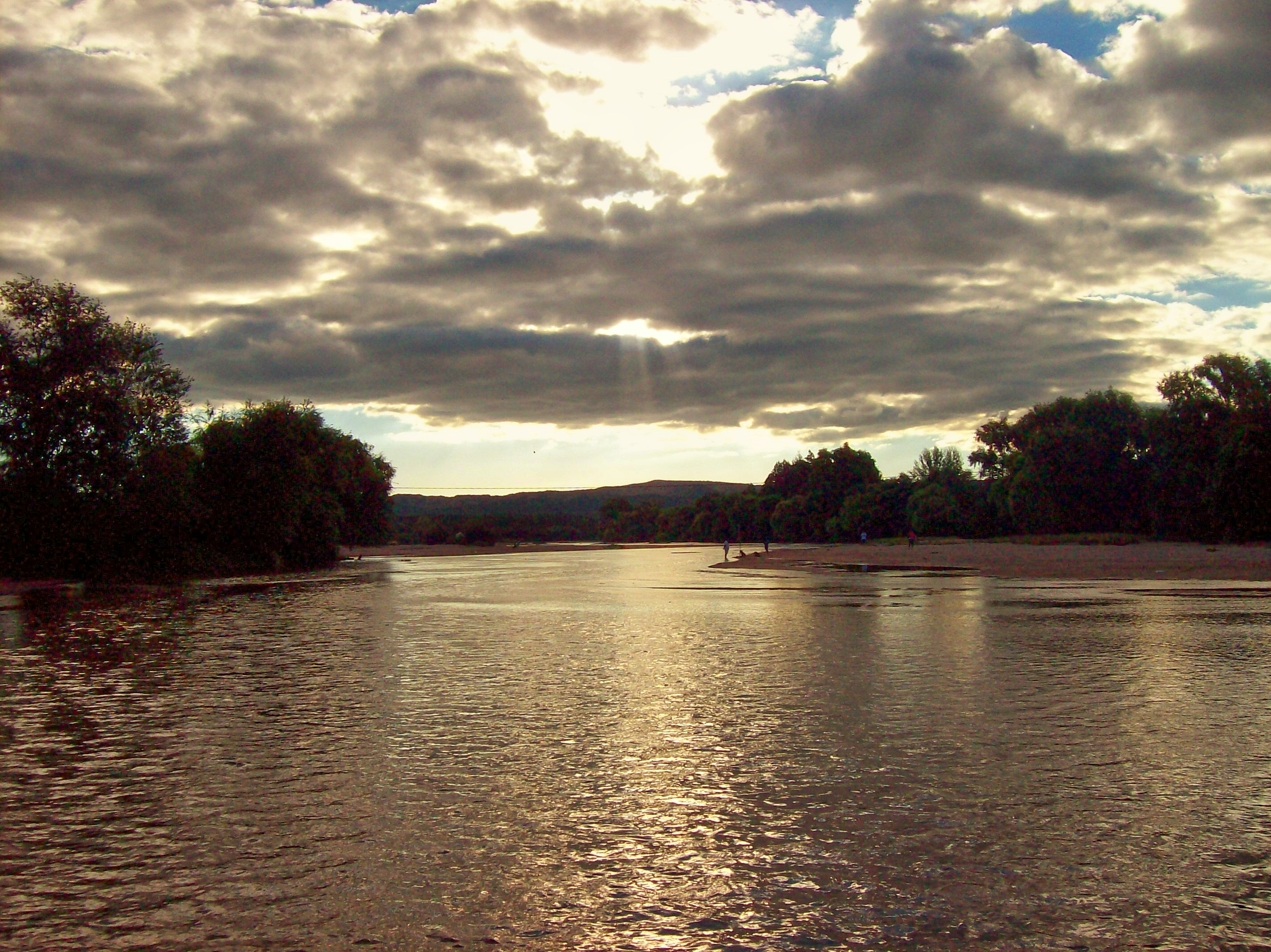
Balneario Tirolés, río de los Sauces
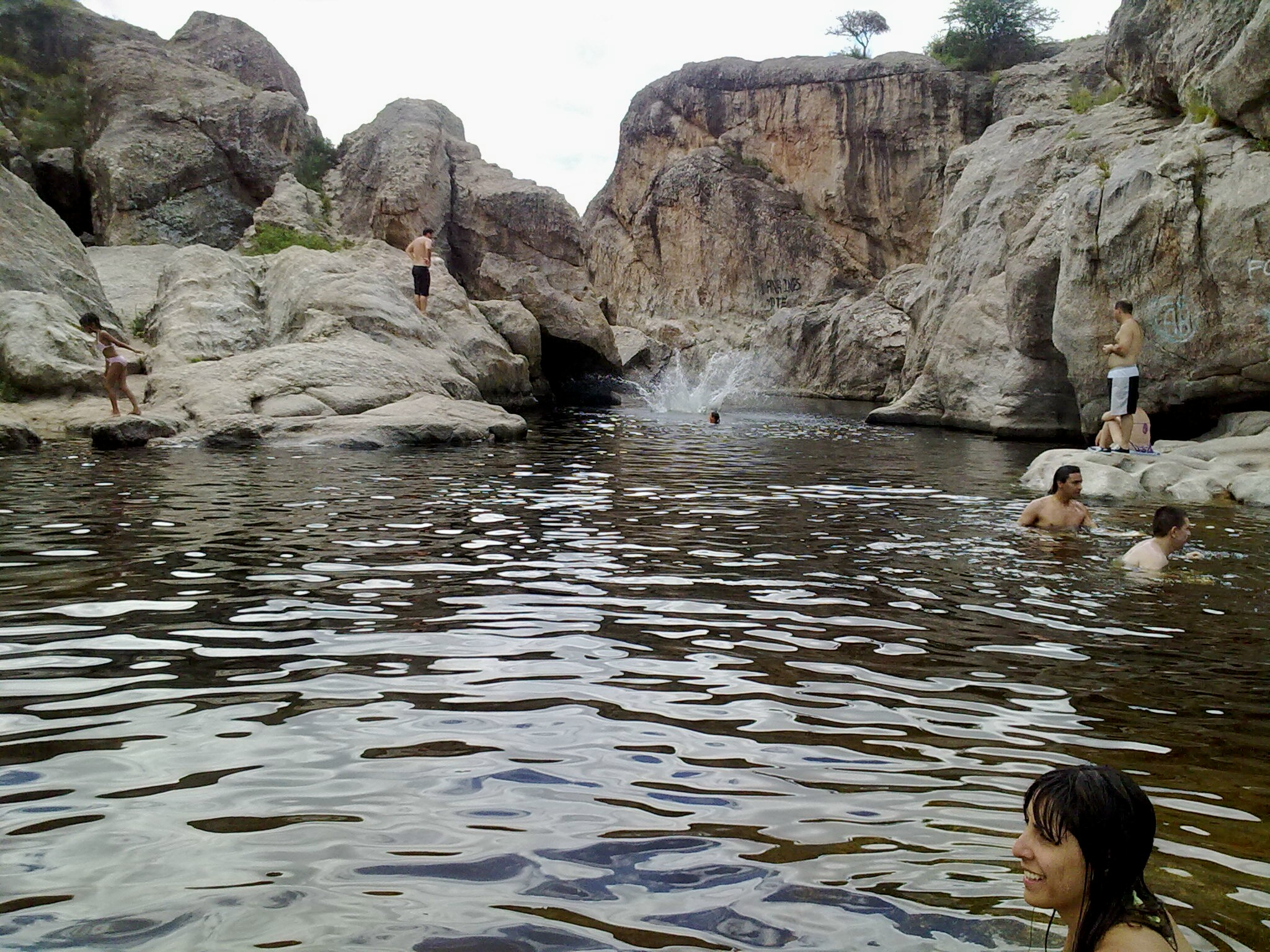
Balneario Nido de Águila.
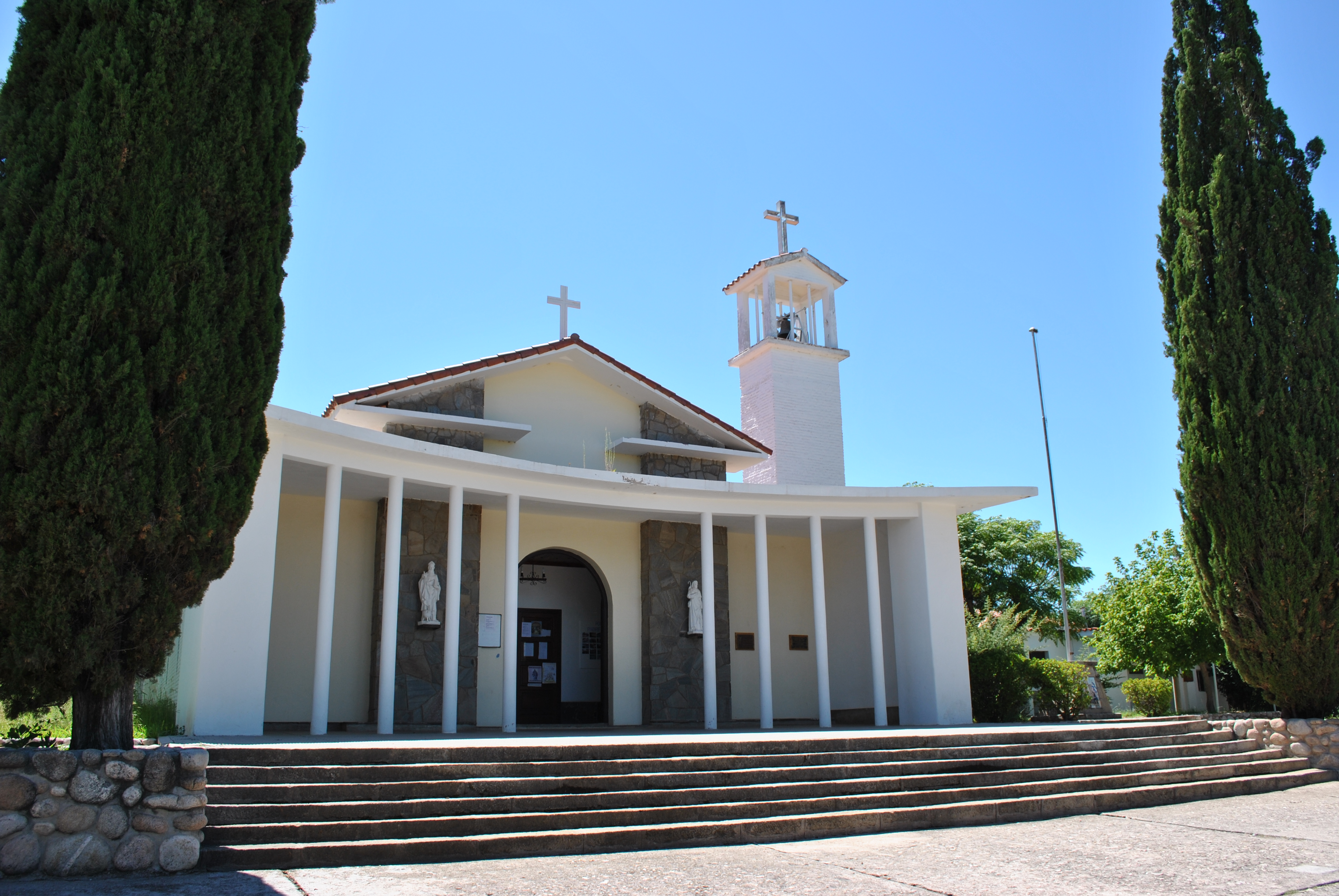
Ntra. Sra. Perpetuo Socorro
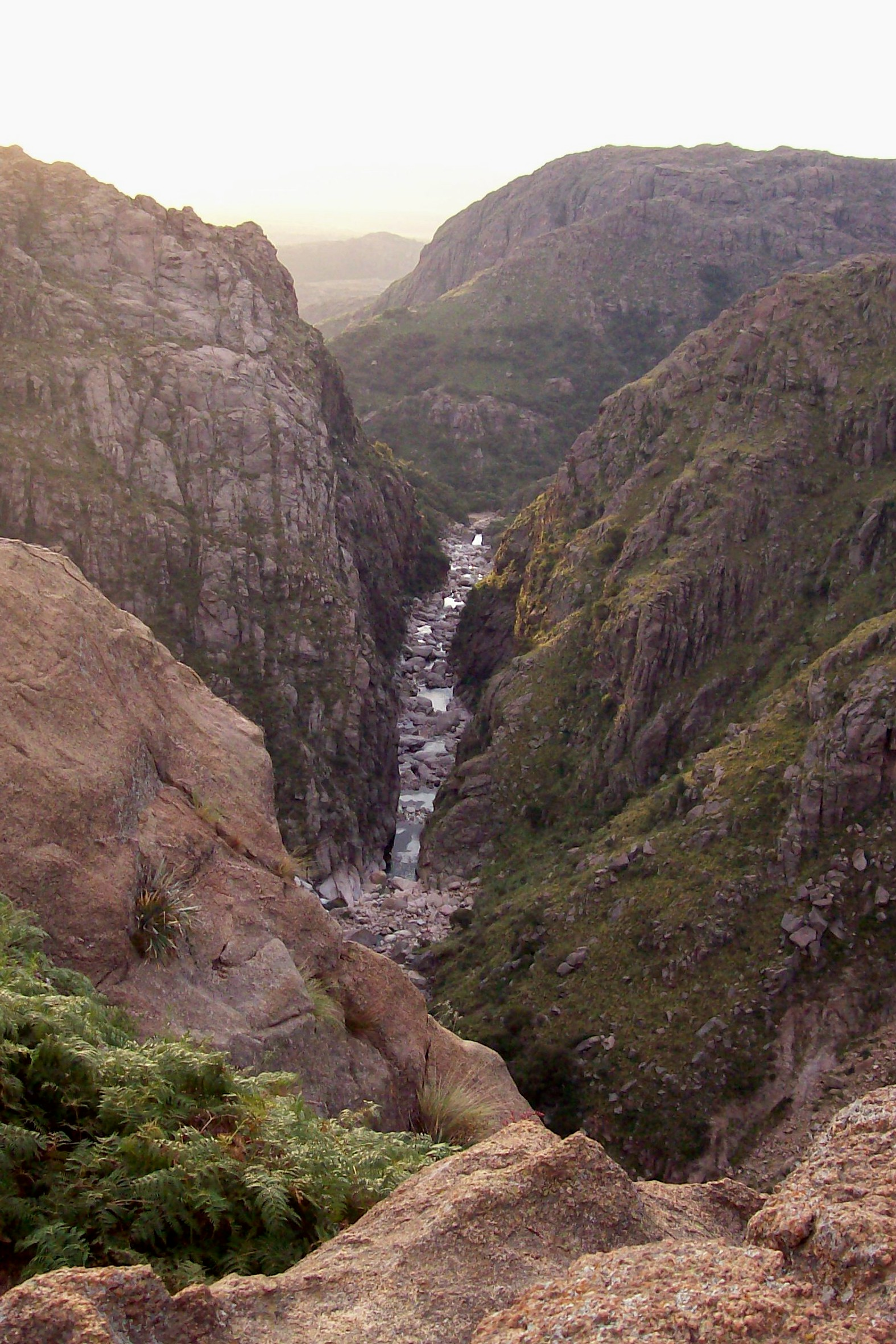
Nacimiento del río Mina Clavero.
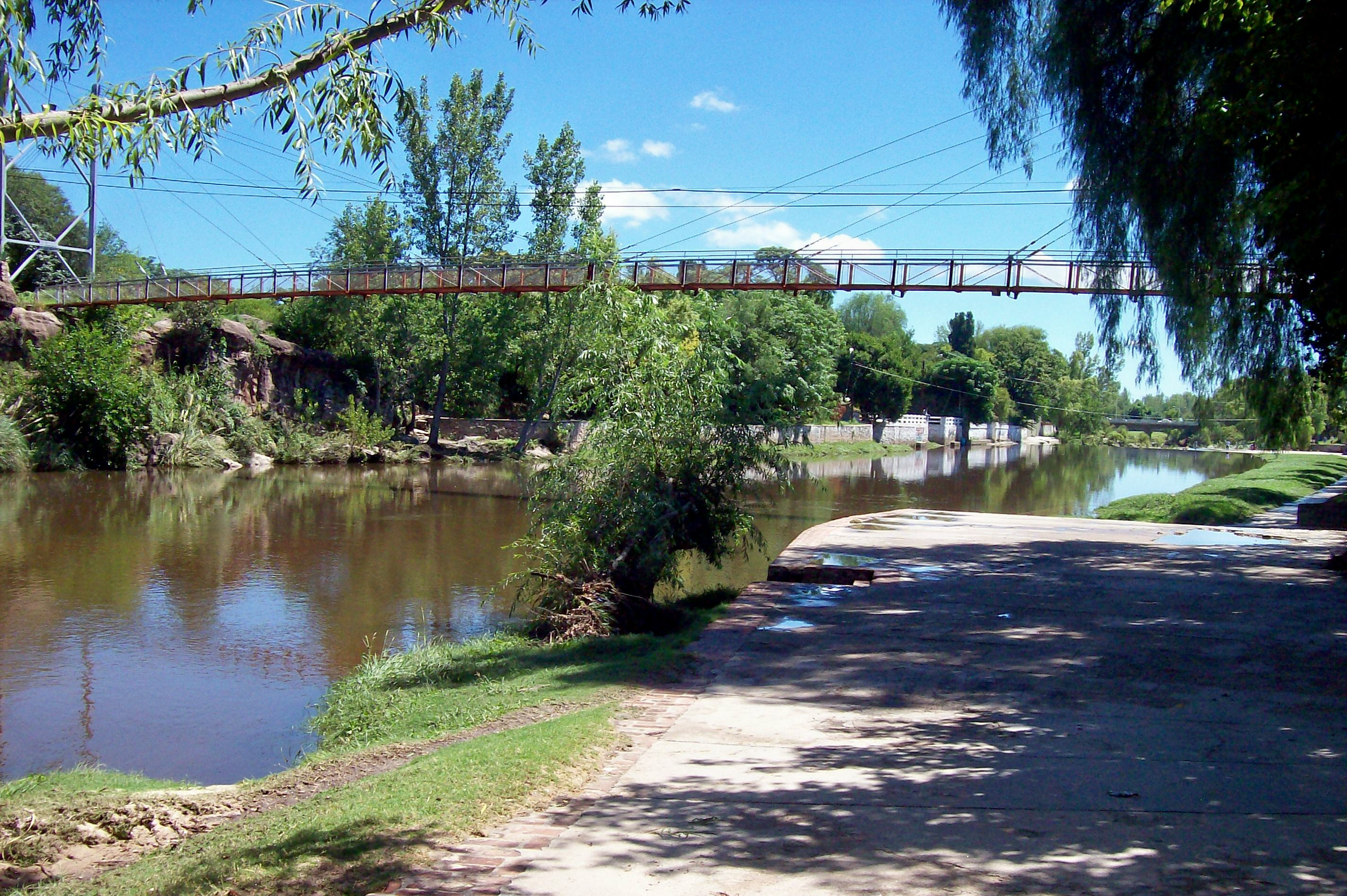
El río Mina Clavero en su curso final.
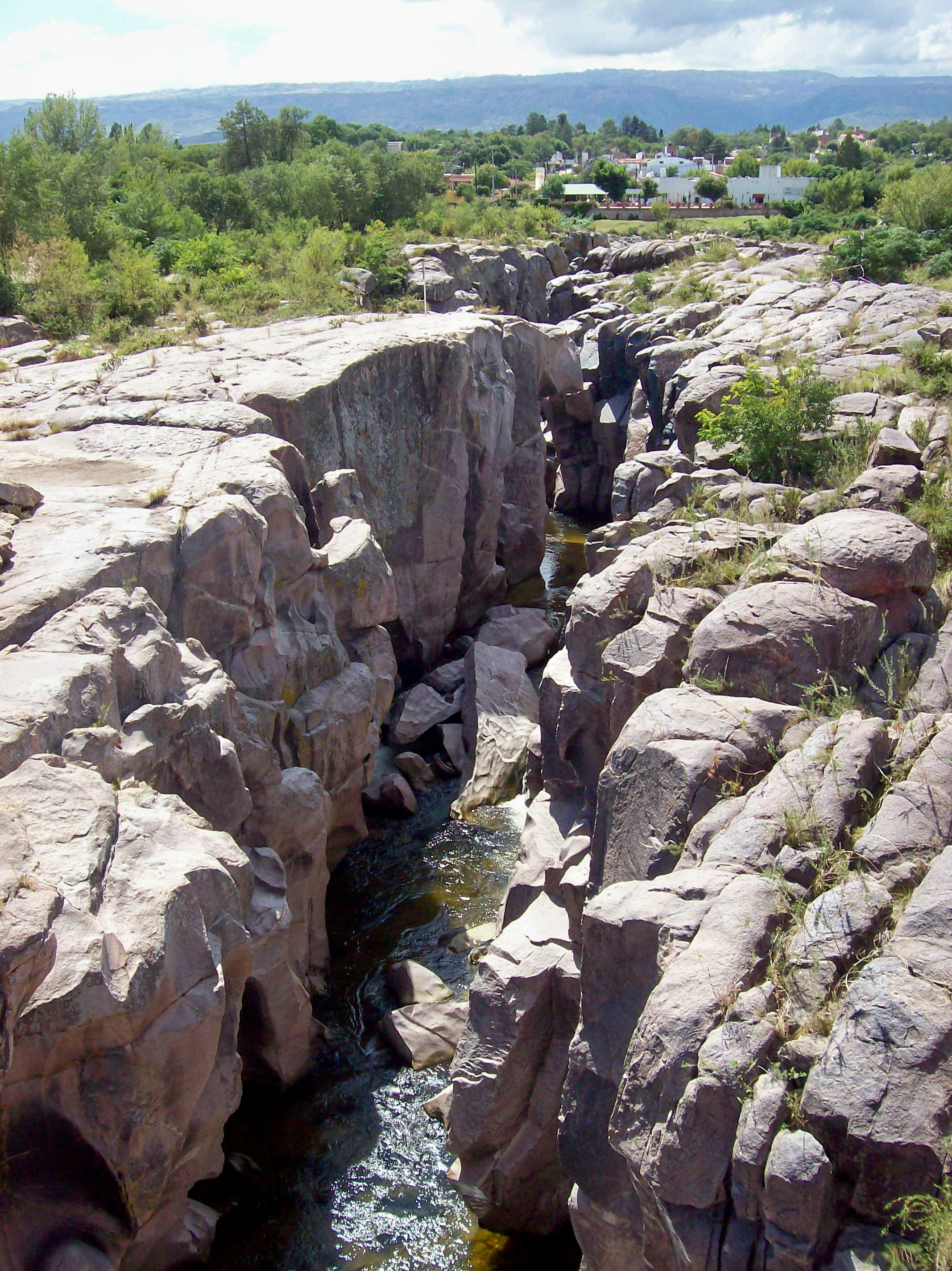
Los Cajones.
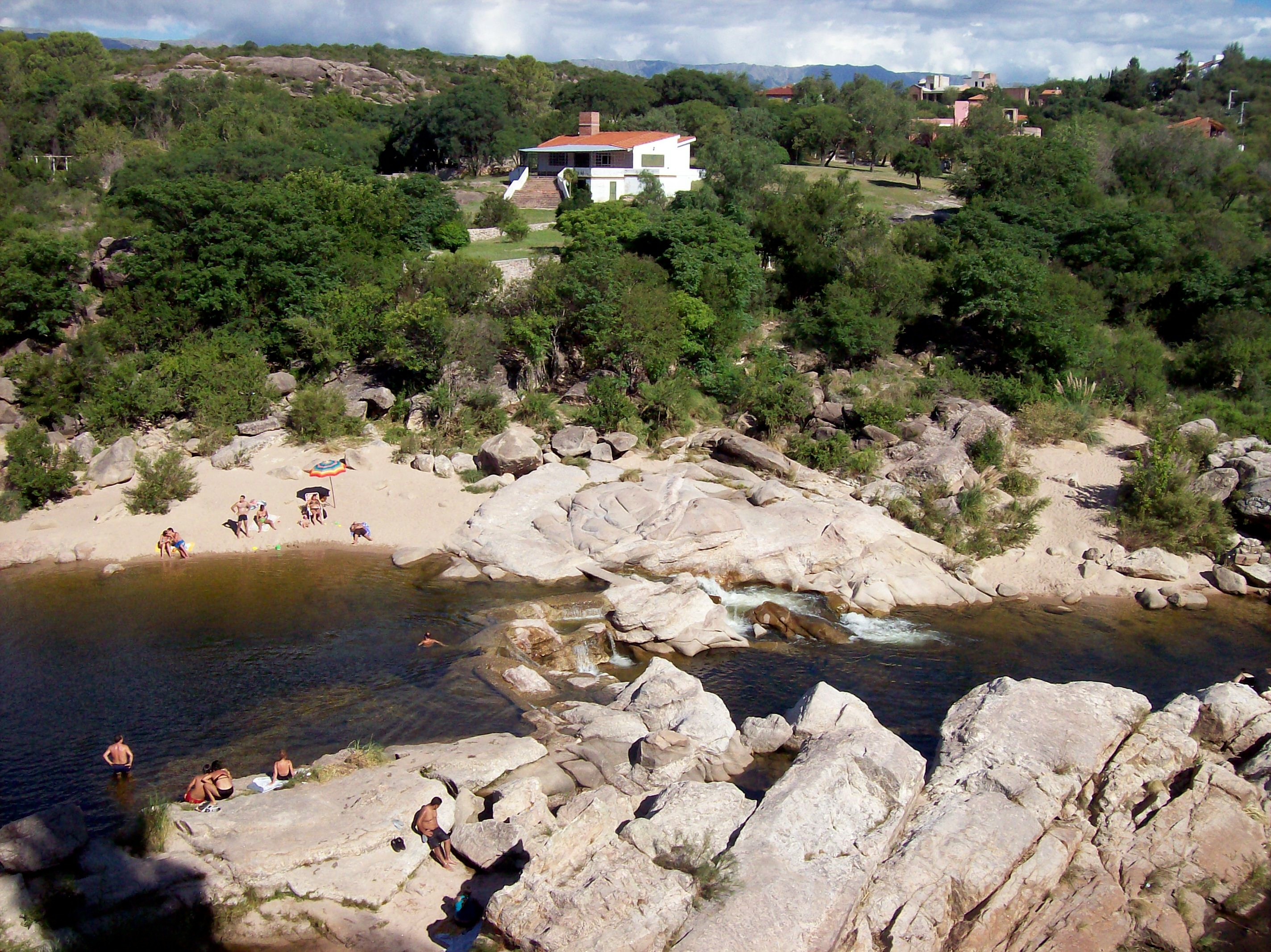
Balneario La Residencia.

## Parroquias de la Iglesia católica en Mina Clavero
| Diócesis  | Cruz del Eje                        |
| --------- | ----------------------------------- |
| Parroquia | Nuestra Señora del Perpetuo Socorro |